# Wittes
Wittes là một xã ở tỉnh Pas-de-Calais trong vùng Hauts-de-France của Pháp.

## Địa lý
Wittes có cự ly 9 dặm Anh (14 km) về phía đông nam Saint-Omer, tại giao lộ hai đường N43 và D197, hai bên bờ sông Melde, một chi lưu của sông Lys.

## Dân số
| 1962                                                         | 1968 | 1975 | 1982 | 1990 | 1999 | 2006 |
| ------------------------------------------------------------ | ---- | ---- | ---- | ---- | ---- | ---- |
| 379                                                          | 382  | 389  | 434  | 572  | 687  | 807  |
| Số liệu điều tra dân số từ năm 1962: Dân số không tính trùng |      |      |      |      |      |      |

## Địa điểm nổi bật
- Nhà thờ St.Omer, thế kỷ 19.